# Велика Поляна (Кадошкінський район)
Велика Поля́на (рос. Большая Поляна, ерз. Покш Поляна) — село у складі Кадошкінського району Мордовії, Росія. Адміністративний центр Великополянського сільського поселення.
Населення — 533 особи (2010; 678 у 2002).
Національний склад станом на 2002 рік:
- татари — 96 %